# Lucio Julio César (pretor 183 a. C.)
Lucio Julio César  fue un político y militar romano del siglo II a. C. perteneciente a la gens Julia.

## Familia
Lucio fue miembro de los Julios Césares, una rama familiar patricia de la gens Julia, aunque su cognomen es una conjetura moderna. No se sabe cuál era la relación que tenía con otros miembros de la familia, pero algunos autores lo hicieron hijo del pretor Sexto Julio César  o padre del pretor Lucio Julio César.

## Carrera pública
Obtuvo la pretura en el año 183 a. C. y se le ordenó que protegiera su provincia, la Galia Cisalpina, de los galos transalpinos que querían establecerse en Aquilea. Sin embargo, el Senado le indicó también que evitara el conflicto armado a toda costa y que informara a los cónsules si la situación llegaba a un punto crítico. Su mando no fue prorrogado.